# Ischnia okuensis
Ischnia okuensis är en skalbaggsart som beskrevs av Stefan von Breuning 1973. Ischnia okuensis ingår i släktet Ischnia och familjen långhorningar. Inga underarter finns listade i Catalogue of Life.